# 厨二姫の帝国
『厨二姫の帝国』は、ウシミツソフトより2018年2月23日に発売された18禁美少女アドベンチャーゲーム。

## 概要
ウシミツソフトの処女作で当初は2015年10月23日に発売する予定だったが、数回にわたり延期され2018年2月23日に発売された経緯がある。

## あらすじ
主人公・太刀風 柾（たちかぜ まさき）は祖母の依頼を受け、あるアパートの管理を引き受ける。
古い街並みの中に建つそのアパートは、かつてラブホテルとして利用されていたため、西洋の城のような外観をしていた。
ある日、異世界の姫とその従者を名乗るグループが、そのアパートへの入居を希望してくる。
胡柾は散臭いと思いつつも彼女たちと契約を結んだところ、その姫の能力である「契約」が発動され、彼女の「勇者」に任命される。

## 登場人物
太刀風 柾（たちかぜ まさき）
本作の主人公。祖母から頼まれ、ラブホテルを改装したアパートの管理人をすることになった。
厨二姫 （ちゅうにひめ）
声 - 蓬かすみ
異世界からやってきた姫。他者への依存性が強く、ほとんど部屋に引きこもってゲームに熱中しているネトゲ廃人。
ステラ・セルテート
声 - 鈴谷まや
厨二姫の警護を務める騎士。トラブルが起きると「くっ…殺せ!」と言う癖がある。文才があり、ライトノベル作家になる。
ラグナセカ
声 - 鶴屋春人
厨二姫の専属メイドで、姫の世話や家事を担当している。その一方でメイドカフェの店員といった副業もこなすようになる。
碓氷 鈴華 （うすい すずか）
声 - 橘まお
主人公の幼なじみ。偉大なる錬金術師を自称するなど、妄想癖の激しい人物。実家は板金屋で、自身も板金の小物の作成が上手でコスプレ衣装も自作している。独特のネーミングセンスを姫に買われ、親しくなる。

## スタッフ
- キャラクターデザイン・原画 - 藤原々々、佑真
- シナリオ - 丸谷秀人、後馬久人、孤独食堂